# Jižní vápencové Alpy
Jižní vápencové Alpy (italsky  Alpi Sud-orientali, německy  Südliche Kalkalpen) je označení pro jižní část Východních Alp. Geologicky je tvořená hlavně vápenci a dolomity. Jižní vápencové Alpy se rozkládají především na území Itálie a zasahují také do Rakouska a Slovinska. K nejvýznamnějším horským jednotkám náleží zaledněné vrcholy Ortlerských Alp a Adamella, dále na východ rozsáhlé Dolomity, Benátské Alpy, Karnské Alpy, Gailtalské Alpy, Julské Alpy a Karavanky.

## Členění

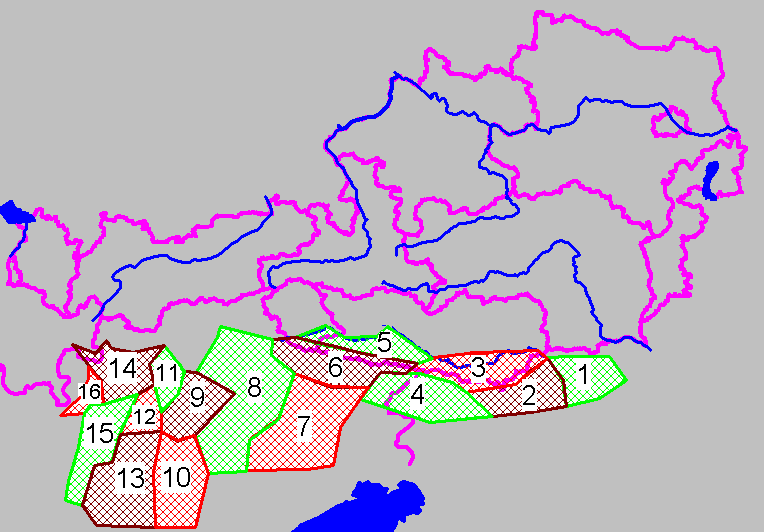
Jižní vápencové Alpy 1 - 16

Členění vychází z klasifikace Východních Alp v německy mluvících oblastech (méně ve Švýcarsku). Bylo publikováno v roce 1984 Rakouským alpským klubem, Německým alpským klubem a Jihotyrolským alpským klubem.
- Skupina Sobretta-Gavia (16)
- Adamello-Presanella (15)
- Ortlerské Alpy (14)
- Gardské hory (13)
- Pohoří Brenta (12)
- Nonsbergské Alpy (11)
- Vicentinské Alpy (10)
- Fleimstalské Alpy (9)
- Dolomity (8)
- Karnské Předalpy (7)
- Karnské Alpy (6)
- Gailtalské Alpy (5)
- Julské Alpy (4)
- Karavanky (3)
- Kamnicko-Savinjské Alpy (2)
- Pohorje (1)